# Zone d'assemblage de Pristerognathus
La zone d'assemblage de Pristerognathus est une zone d'assemblage de tétrapodes ou une biozone qui correspond à la formation supérieure d'Abrahamskraal et à la formation inférieure de Teekloof, sous-groupe d'Adélaïde du groupe de Beaufort, un groupe géologique fossilifère et géologiquement important du supergroupe du Karoo en Afrique du Sud. Les affleurements les plus épais, n'atteignant pas plus de 300 mètres, se produisent juste à l'est de Sutherland jusqu'à Beaufort West au sud et Victoria West au nord. Des affleurements se trouvent également à l'ouest de Colesberg et au sud de Graaff-Reinet. La zone d'assemblage de Pristerognathus est la troisième biozone du Groupe de Beaufort,.
Le nom de la biozone fait référence à Pristerognathus polyodon, un thérapside thérocéphale carnivore de taille moyenne. Elle se caractérise par la présence de cette espèce thérocéphale en association avec Diictodon feliceps, un petit dicynodonte fouisseur dont les fossiles sont particulièrement fréquents dans cette biozone.

## Histoire
Les premiers fossiles trouvés dans les roches du groupe de Beaufort qui englobent les huit biozones actuelles ont été découverts par Andrew Geddes Bain en 1856. Cependant, ce n'est qu'en 1892 que l'on a observé que les strates géologiques du groupe de Beaufort pouvaient être différenciées en fonction de leurs taxons fossiles. L'entreprise initiale a été réalisée par Harry Govier Seeley qui a subdivisé le Groupe de Beaufort en trois biozones, qu'il a nommées (du plus ancien au plus jeune) :
- Zone des « Paréiasaures »
- Zone des « Dicynodontes »
- Zone du « groupe hautement spécialisé de Thériodontes »

Ces biozones proposées nommées par Seeley ont été subdivisées par Robert Broom entre 1906 et 1909. Broom a proposé les biozones suivantes (de la plus ancienne à la plus jeune) :
- Lits de Pareiasaurus
- Lits de Endothiodon
- Lits de Kistecephalus
- Lits de Lystrosaurus
- Lits de Procolophon
- Lits de Cynognathus

La zone d'assemblage de Pristerognathus telle qu'elle se présente actuellement a été définie par Keyser et Smith à la fin des années 1970. Initialement, la biozone comprenait les 300 m supérieurs de la zone d'assemblage sous-jacente Tapinocephalus en raison de la disparition des fossiles de dinocéphales dans ces dépôts rocheux et avait été nommée la zone d'assemblage Pristerognathus - Diictodon. Après d'autres recherches sur les roches du Permien moyen, il a été compris que la disparition des dinocéphales n'était pas une indication de la limite de la zone d' assemblage de Tapinocephalus, et les 300 m supplémentaires de roche ont ensuite été restaurés dans la zone d'assemblage sous-jacente de Tapinocephalus.

## Lithologie
La zone d'assemblage de Pristerognathus est en corrélation avec la formation supérieure d'Abrahamskraal, la formation la plus basse de Teekloof à l'ouest de 24°E et la formation de Middleton à l'est de 24°E, sous-groupe d'Adélaïde du groupe de Beaufort. Cette biozone est considérée comme datant du Permien moyen (Guadalupien).
Les roches de la zone d'assemblage de Pristerognathus sont similaires à la zone d'assemblage sous-jacente de Tapinocephalus, bien qu'elles soient dominées par des dépôts de grès à plusieurs étages. Les grès sont entrecoupés de mudstones gris verdâtre riches en limon et de couches subordonnées de mudstone brun rougeâtre. Des nodules calcaires, qui s'altèrent en brun, se trouvent souvent dans les couches de mudstone. Des bandes de chert rosé se trouvent dans les dépôts de mudstone les plus bas de cette biozone. La zone d'assemblage de Pristerognathus est également connue pour contenir des gisements d'uranium. La présence de la bande de chert confirme qu'il y avait une activité volcanique au moment du dépôt des sédiments rocheux. Les roches de la zone d'assemblage inférieure de Pristerognathus ont été déposées à la fin de l'événement d'extinction du Permien moyen (fin du Guadalupien), que l'on pense actuellement avoir été causé par l'éruption de la grande province ignée d'Emeishan,
.
L'environnement de dépôt de la zone d'assemblage de Pristerognathus était également similaire à la zone d'assemblage de Tapinocephalus, ayant été formé par des matériaux sédimentaires déposés par de vastes plaines fluviales. Ces plaines fluviales coulaient vers le nord à partir d'un bassin d'avant-pays qui se formait à partir de la montée des montagnes Gondwanides au sud. Les Gondwanides étaient le résultat d'un soulèvement de la croûte qui avait déjà commencé à suivre son cours en raison de l'activité tectonique. La pression de la chaîne de montagnes croissante des Gondwanides a provoqué la formation du bassin du Karoo où les dépôts de la zone d'assemblage de Pristerognathus et de tous les autres dépôts de zone d'assemblage suivants se sont déposés sur des dizaines de millions d'années,.

## Paléontologie
Les fossiles de vertébrés se trouvent le plus souvent dans les dépôts de mudstone de la zone d'assemblage de Pristerognathus, en particulier dans les nodules calcaires. Cette biozone est caractérisée par la présence de Pristerognathus polyodon et de ses autres sous-espèces Pristerognathus baini et Pristerognathus vanderbyli. Les fossiles de Pristerognathus sont généralement associés à ceux de Diictodon. Les fossiles de ces deux taxons sont les plus couramment trouvés ; les autres taxons fossiles sont nettement plus rares. La diversité des espèces a chuté après l'extinction de la fin du Guadalupien, raison pour laquelle cette biozone manque de richesse en espèces. D'autres taxons qui ont été trouvés dans cette biozone comprennent quelques espèces de paréiasaure, à savoir Bradysaurus, le putatif pantestudine Eunotosaurus africanus,, et le varanopidé Heleosaurus scholtzi ,,. Des fossiles du biarmosuchien Hipposaurus boonstrai sont également trouvés, y compris certaines espèces de gorgonopsiens. Parmi les autres espèces de dicynodontes trouvées, citons Endothiodon et Pristerodon. Enfin, les fossiles d'amphibiens temnospondyles tels que Rhinesuchus whaitsi, les poissons Namaichthys et Atherstonia, les pistes d'invertébrés, les terriers et les sentiers d'alimentation tels que les Planolites et une variété de fossiles de plantes, à savoir Glossopteris, Phyllotheca et Schizoneura, ont été récupéré,. Certains taxons fossiles trouvés dans cette biozone, à savoir Hipposaurus, ont été récupérés dans des formations géologiques de différents pays dont l'âge est corrélé. Des fossiles d'Hipposaurus ont été découverts dans la formation de Madumabisa Mudstone en Zambie,.